# Hukapan
Hukapan S.r.l. è un'etichetta discografica indipendente e agenzia creativa italiana di proprietà del gruppo musicale Elio e le Storie Tese.

## Storia
Nasce nel 1996 come società di edizioni.
Dal 2001 produce, da indipendente, tutta la musica e i tour di Elio e le Storie Tese, per i quali gestisce i diritti d’immagine, il catalogo, la strategia commerciale e la comunicazione a 360°.
Nel 2003 rivoluziona il Fave Club, lo storico fan club di Elio e le Storie Tese, tramite un modello di business all'epoca innovativo: un abbonamento digitale tramite il quale è possibile scaricare gratuitamente dal sito ufficiale tutta la discografia della band, senza limiti.
Nello stesso anno porta alla ribalta l’idea del CD Brulé, l’instant cd registrato e venduto, in una lussuosa confezione, al termine di ogni concerto, con la registrazione dello show appena avvenuto.
Hukapan ha gestito inoltre i contratti del gruppo per grandi campagne tv come Vodafone, Cynar, Oreo, nonché tutte le attività legate all’immagine e la strategia digitale.
Nel 2018, a seguito della sospensione delle attività discografiche e live di Elio e le Storie Tese, la società intraprende un nuovo corso diversificando le proprie attività: management e produzione di nuovi artisti e agenzia creativa.
Nel 2012 Elio decide di produrre assieme ad Elio e le Storie Tese l'album di Nevruz di La casa e gli Spiriti Perduti.
Hukapan dispone di uno studio di registrazione, nel quale sono stati registrati gli ultimi tre album di Elio e le Storie Tese (Studentessi, L'album biango e Figgatta de Blanc), nonché l'album Filippo Neviani di Nek.

## Artisti
- Elio e le Storie Tese
- Trio Bobo
- Nevruz
- Fabio Celenza
- Musica Per Bambini
- Gassman
- Viadellironia
- Elianto
- Davide Shorty
- Nathalie